# 自己保存
自己保存（じこほぞん）とは心理学用語の一つ。
これは生物に備わっている本能であるという概念が存在しており、生物というのは自己の生命を保存するとともに発展させようとしているということである。
また自己保存というのはビジネスにおいても行動として現れる。
たとえば企業が不祥事を起こし企業によるその問題に対しての取り組みが弁解のみであったり嘘を重ねるなどは自己の現在の立場を守りたいという自己保存の欲求から来ているとのこと。
また物事に対して挑戦することを決断するにも、失敗を恐れるがゆえになかなか挑戦出来ない状態は失敗を恐れる自己保存の働きと言え、物事をコツコツと行う人は自己保存の働きが強いがゆえにそのような取り組みを行っていると言える。